# Il cinema delle meraviglie
Il cinema delle meraviglie è un film documentario del 1945 diretto da Pietro Francisci e interpretato da Macario. La pellicola è conosciuta anche con il titolo "Oggi lavoro io!".

## Trama
Un cinema gestito a tutto tondo da Macario che si occupa contemporaneamente della cassa, della maschera e anche della proiezione dei film è frequentato assiduamente da un folto pubblico giovanile. Nella programmazione, infatti, sono presenti quasi sempre cartoni animati e documentari adatti proprio ad un pubblico di ragazzi. Quando il padrone del locale, a cui Macario deve molti mesi di affitto arretrato, si presenta minacciosamente spalleggiato da alcuni energumeri per regolare i conti, i giovani frequentatori della sala si adoperano in difesa del gestore.
Durante l'evolversi di questa storia vengono presentati i seguenti cortometraggi:
- "Cacciatori di rettili" - documentario
- "Sui pattini a rotelle" - documentario
- "Ritmi nuovi" - cartone animato
- "Nel paese dei ranocchi" - cartone animato

## Produzione

### Regia
Pietro Francisci si occupa della regia generale del film, alla quale collabora anche Pietro Benedetti, mentre ad Antonio Rubino è affidata la regia dei cartoni animati.

### Cast
- Erminio Macario: veste i panni di cassiere, presentatore ,direttore, maschera e operatore del cinema.
- Carlo Rizzo: interpreta il padrone del cinema gestito da Macario.
- Arturo Garagnini: è lo speaker della pellicola.

## Distribuzione
Il film è stato distribuito nelle sale cinematografiche italiane a partire dal 21 aprile del 1945.

## Accoglienza

### Critica
In un articolo dedicato alla pellicola pubblicato su un quotidiano dell'epoca si legge: "Avrebbe la pretesa, questo Cinema delle meraviglie, di essere la presentazione originale di due documentari e due «cortometraggi» messi insieme sotto la denominazione di rivista cinematografica e invece altro non è che la burlesca giustificazione alla maniera di Macario (che vi fa dà presentatore) della lunga durata di una pellicola-mosaico che occupa il tempo di uno spettacolo normale. Il film comprende un documentario sul pattinaggio artistico, uno sulla caccia ai serpenti, una fantasiosa storiella della vita delle rane, in cartoni animati a colori di Rubino, e un aborto dilettantistico di «cortometraggio», pure a colori, su un argomento indefinibile. Questi due ultimi «pezzi» sono alquanto scadenti per concezione artistica e realizzazione tecnica."